# Programa Europeu de Espécies Ameaçadas de Extinção
Um EEP ou Programa europeu de espécies ameaçadas de extinção, Programme européen pour les espèces en danger(francês), Europäiches Erhaltungszucht Programm(alemão) ou European Endangered species Programme(inglês) é um programa europeu de reprodução criado para proteção de espécies animais.